# Psychotria paulina
Psychotria paulina är en måreväxtart som beskrevs av Paul Carpenter Standley. Psychotria paulina ingår i släktet Psychotria och familjen måreväxter. Inga underarter finns listade i Catalogue of Life.